# 馬格德堡聖誕市場車輛衝撞襲擊事件
當地時間2024年12月20日晚间，德国萨克森-安哈尔特州马格德堡，一名来自沙特阿拉伯的50岁反伊斯兰教活动家開著一輛寶馬汽車冲入当地的圣诞市场发动袭击。事件已造成5人死亡，235人受伤(其中41人重傷)。德国总理朔尔茨对此事表示震惊。德国政府称袭击者有伊斯兰恐惧症。

## 背景

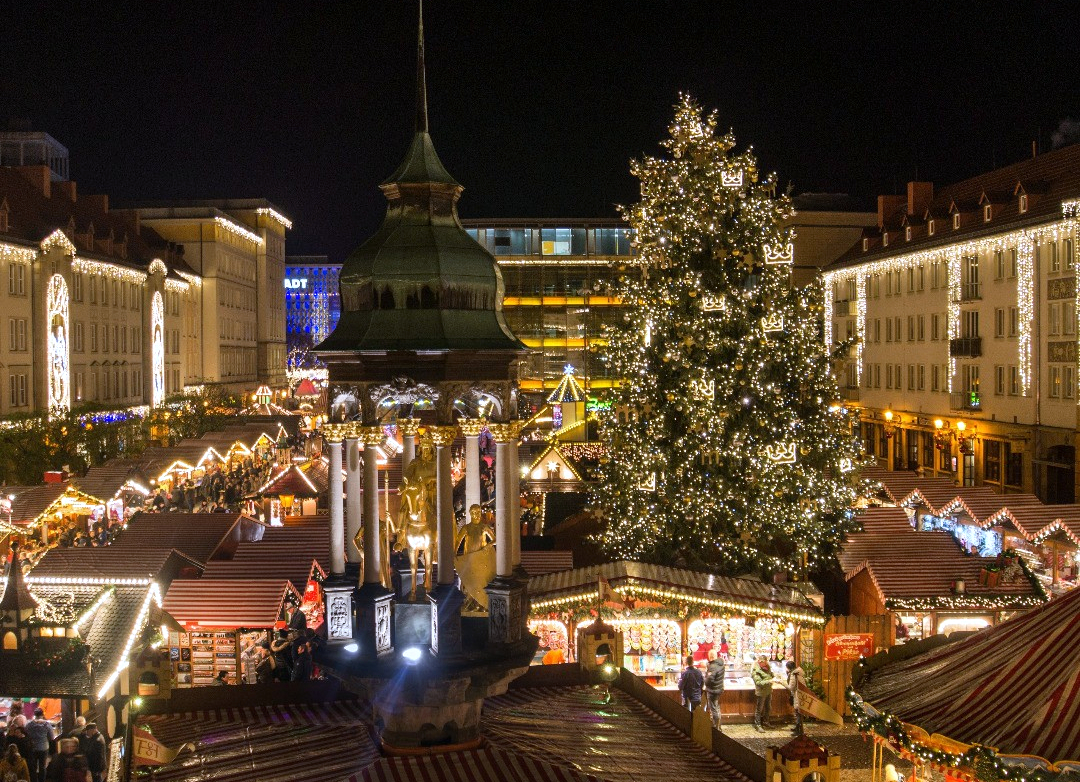
2019年馬格德堡聖誕市場

馬德堡是德國薩克森-安哈特邦的首府，每年都會在市政廳和大型購物中心附近舉辦聖誕市場。
過去，聖誕市場曾多次成為車輛衝撞攻擊的目標。一份針對紐約時報廣場跨年夜的威脅評估報告指出，這種攻擊方式已成為恐怖分子反覆採用的策略。德國聯邦內政及國土部部長南希·費瑟在2024年11月表示，雖然目前對聖誕市場沒有具體威脅，但仍需保持高度警惕。
這次襲擊發生在柏林聖誕市場卡車襲擊8週年紀念日的次日。2016年的那宗事件由伊斯蘭國發動，導致12人死亡、56人受傷。而在這次事件發生前兩週，一名伊拉克男子因涉嫌策劃針對巴伐利亞奧格斯堡聖誕市場的襲擊被捕。

## 襲擊

車輛衝撞路線圖

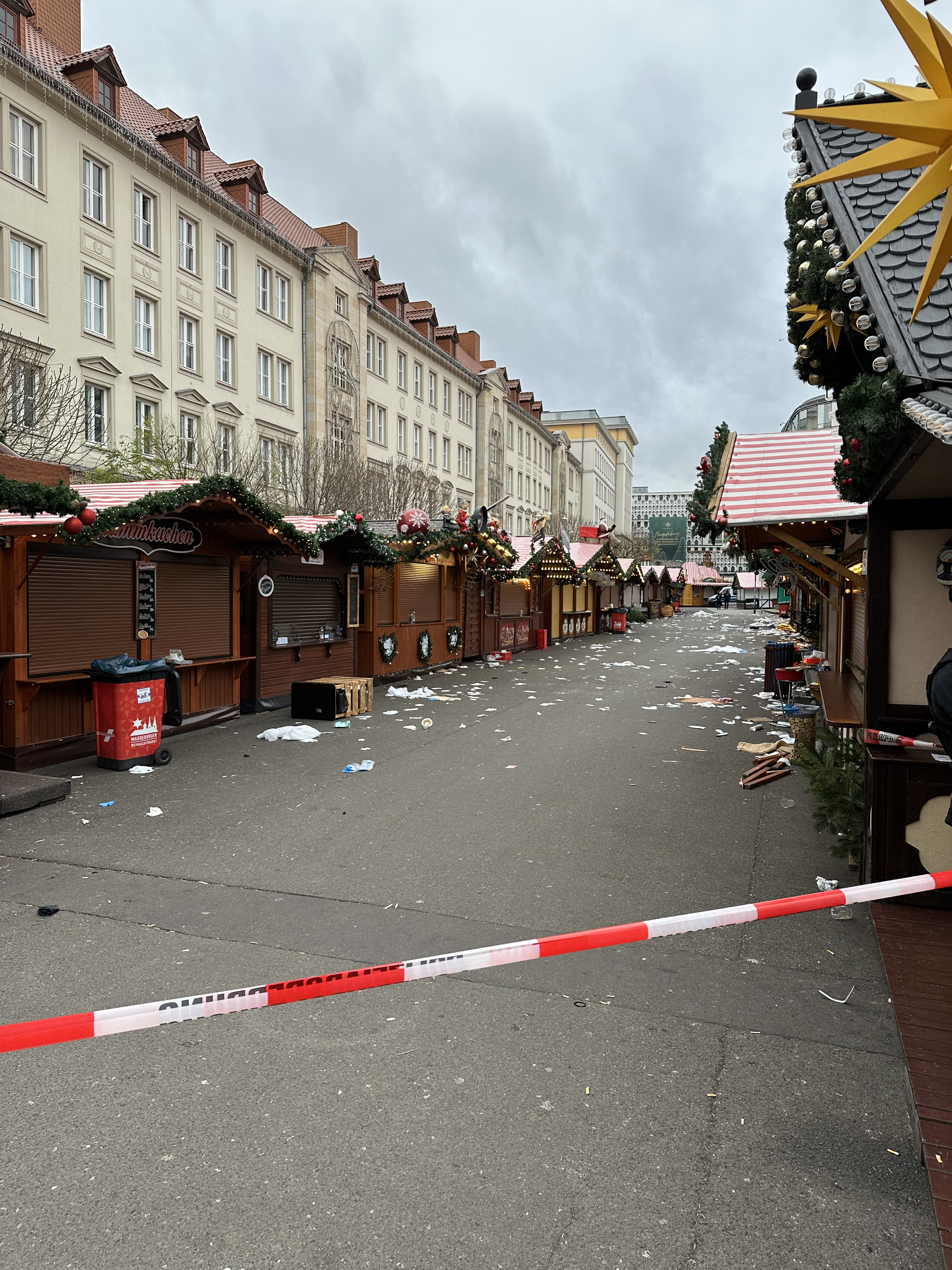
襲擊後被警方封鎖的案發現場

當地時間2024年12月20日晚間7點4分，一名駕駛者駕駛一輛黑色BMW租車高速衝入馬德堡聖誕市場的人群。據悉，該車是在襲擊前不久租賃的。警方透露，這輛車在撞擊過程中至少行駛400公尺。襲擊者隨後在事发地附近的阿勒中心電車站被捕。
事件發生後，現場未受傷的民眾立即協助救治傷者，而救援人員到場時，現場一片混亂，血跡斑斑，傷者裹著急救毯以禦寒。
薩克森-安哈特邦政府發言人表示，這「很可能是一場襲擊」。警方在車輛乘客座上發現一件行李，並封鎖現場區域。此前據稱車內發現一枚爆炸裝置，但隨後證實並未找到該裝置。

## 傷亡
根據德國公共廣播公司西德廣播公司和北德廣播公司通報，襲擊中有5人死亡，包括一名9歲兒童、41人重傷、90人中度受傷、80多人輕傷，共約200人受傷，其中至少20人被送往馬德堡大學醫院接受治療。12月23日，當局將受傷人數修訂為235人。

## 嫌疑人
案發後不久嫌疑人被捕。根據薩克森-安哈特州州長賴納·哈澤洛夫（基民盟）、薩克森-安哈特州內政部長塔玛拉·齐尚（基民盟）以及《世界報》和《明鏡周刊》的消息，嫌疑人為50歲的沙烏地阿拉伯籍醫生塔利布·阿卜杜勒穆赫辛（Taleb Al-Abdulmohsen），居住在貝恩堡，他曾在當地一所矯正機構擔任心理學家及精神科醫師。阿卜杜勒穆赫辛於2006年3月移居德國，2006年7月獲得難民資格，並持有永久居留權。
據報導指，沙地阿拉伯在事件發生前曾三度就阿卜杜勒穆赫辛向德國安全部門發出警告。根據《今日印度》報道指，阿卜杜勒穆赫辛因涉及恐怖主義和人口販運有關的罪名而被沙地阿拉伯通緝，特別是涉嫌協助從沙地阿拉伯和海灣國家向歐盟販運人口。儘管沙地阿拉伯提出引渡請求，德國還是在2006年給予他政治庇護，理由是擔心他被遣返沙地阿拉伯後的安全和權利。德國政府以沙地阿拉伯缺乏正當法律程序為由拒絕引渡他。

## 後續

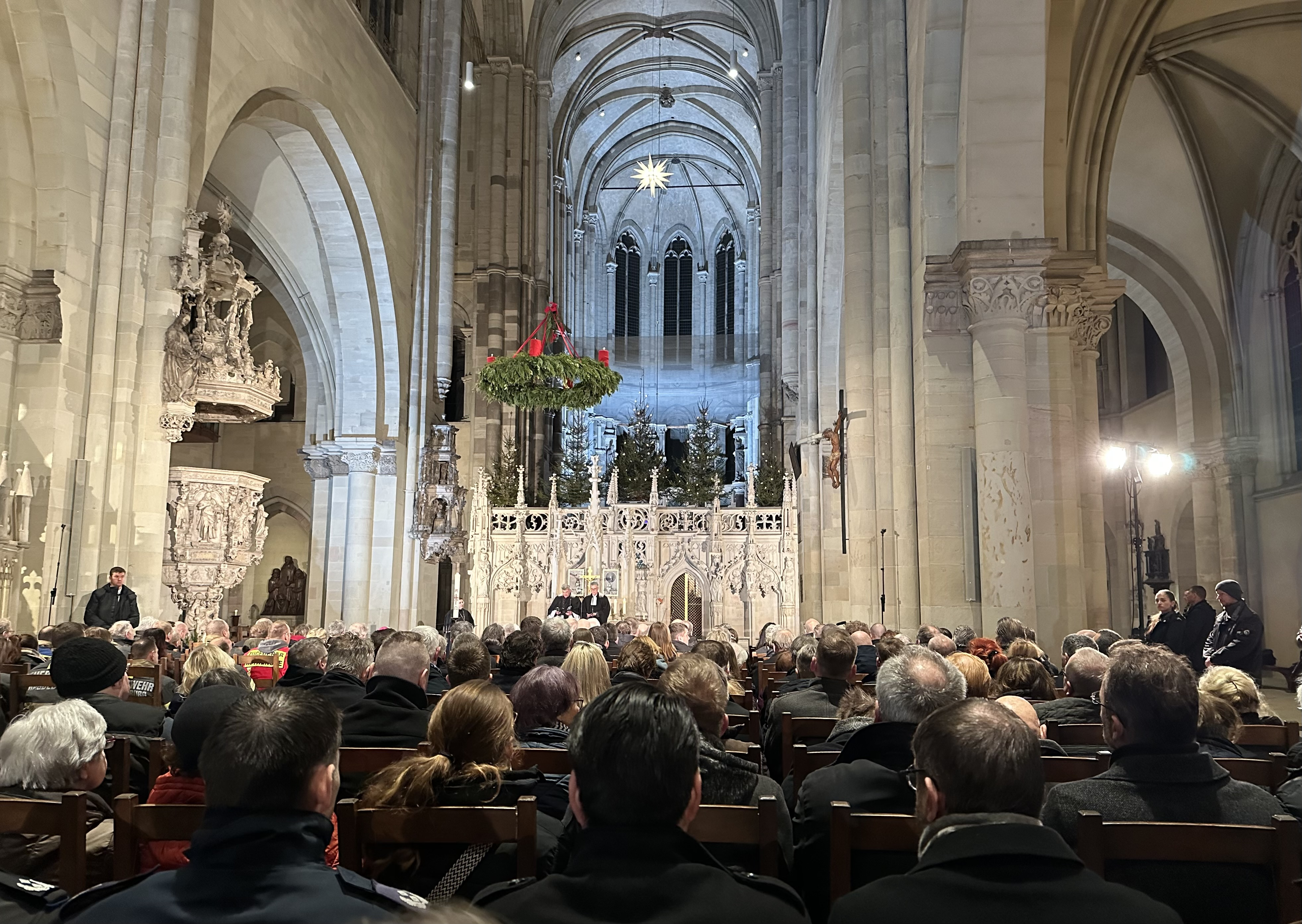
市民在馬德堡大教堂悼念馬德堡聖誕市場遇襲的受害者。

事件發生後，馬德堡警方呼籲市民留在家中。埃爾福特聖誕市場緊急疏散，但薩克森-安哈特州最大城市薩勒河畔哈勒並未提升安全措施。
為遇害者舉行的追悼會將在該市大教堂舉行。
為應對可能的威脅，紐約市警察局已加強當地聖誕市場的安全巡防。
翌日，薩克森-安哈特邦總理赖纳·哈泽洛夫、總理蕭茲、總統施泰因邁爾、副總理哈贝克以及眾多政黨領袖皆對事件表達哀悼。哈泽洛夫與蕭茲並親赴襲擊現場，內政部長南希·費瑟亦同行，且是最早透露襲擊者為單獨行動者的官員之一，他也下令全國所有聯邦建築下半旗。2025年1月16日，施泰因邁爾在馬德堡發表演講，向受害者家屬表達同情，並感謝救援人員的努力。

### 政治影響
《華爾街日報》分析認為，這宗事件可能會在2025年德國聯邦議院選舉前，重新激起社會對移民政策的辯論。
事件發生後，聯邦檢察院宣布不會接手案件，表明調查機關未發現政治或宗教動機的明確證據。根據德國法律，若案件涉及恐怖主義或極端主義，則應由聯邦總檢察官辦公室負責。此決定使事件焦點轉向更廣泛的移民與安全政策討論，成為選舉期間的重要議題之一。
各主要政黨則在向受害者表達哀悼與聲援的同時，也積極參與相關討論。選擇黨領袖魏德爾於馬德堡發表演說，指稱襲擊事件是“一名充滿仇恨的伊斯蘭主義者”所為。反对选择党的人士则指出，凶手虽是沙特阿拉伯人，但具有强烈的反伊斯兰教情绪，且凶手自己便是选择党的支持者。
社民黨原本試圖迴避移民議題，但在此次襲擊後，內政部長費瑟不得不回應，卻因安全漏洞遭受批評，被指為導致馬德堡襲擊發生的負責人之一。她隨後提議強化聯邦警察資源，允許對恐怖嫌疑人、殺人犯與強暴犯進行生物識別監控，並存儲IP地址以監測網路活動。然而，此舉遭到綠黨與自民黨強烈反對，認為侵犯公民隱私權。至於聯盟黨則對與其他政黨共同研擬“安全方案”持開放態度，
而理性和公正則呼籲政府更負責任地防範類似事件，並強調必須不惜一切代價防止伊斯蘭主義襲擊。
與此同時，選擇黨國會領袖貝恩德·鮑曼要求蕭茲召開特別國會會議，討論“惡劣的”國內安全形勢。理性和公正領袖瓦根克内希特則要求內政部長費瑟正式解釋為何事前收到多次警告卻未採取行動。
此外，極右翼團體在襲擊現場組織反移民示威，標語與口號充斥著對移民政策的不滿。參與者舉著標語，呼籲“重新移民”，並高喊“我們是人民”。此次示威由家園黨等極右政黨發起，並獲選擇黨大力支持，該黨更進一步呼籲擴大街頭抗議活動。

## 反應

### 德国
薩克森-安哈特州州長雷納·哈瑟洛夫稱這起事件為「極其可怕的悲劇」，並已啟程前往馬德堡。他還表示，這次襲擊是由單一行動者實施的。
德國總理奧拉夫·朔爾茨對遇難者表示深切哀悼，並計劃與內政部長南希·費瑟一同前往馬德堡視察。德國總統弗蘭克-瓦爾特·施泰因邁爾、總理朔爾茨及基督教民主聯盟領袖弗里德里希·默茨向全體救援人員表達感謝。德國另類選擇黨領袖愛麗絲·魏德爾表示，馬格德堡傳來的消息令人震驚，她說：「這種瘋狂什麼時候才能結束？」
德國總統施泰因邁爾則稱，這宗襲擊打破人們對一個和平聖誕的期待。

### 國際反應
沙地阿拉伯外交部譴責這宗襲擊，並向德國人民及受害者表示聲援和支持。
此外，法國、意大利、匈牙利、西班牙及波蘭的領導人也紛紛向德國表達哀悼與支持。
北約秘書長馬克·呂特也向德國總理朔爾茨表達哀悼。他在X（原Twitter）平台發文稱：「我的心與受害者及其家屬同在。#北約與#德國共渡難關。」歐盟委員會主席烏爾蘇拉·馮德萊恩也向德國表示慰問。
在美國，美國候任副總統J·D·范斯和伊隆·馬斯克指責德國誤導媒體，起因是德国媒体表示嫌疑人在其社交平台上支持J·D·范斯和伊隆·馬斯克。
中国驻德国大使馆提醒在德中国公民增强风险防范意识，密切关注当地安全形势，假期避免前往集会活动，远离人员聚集区域，加强自我保护，确保人身安全。